# Аэрическая Империя
Аэрическая Империя (англ. Aerican Empire; сокращённо Аэрика или Aerica) — виртуальное государство, основанное в мае 1987 года, не имеет собственной суверенной территории и никогда не признавалось никаким другим суверенным государством. Название происходит от термина «Американская империя». В 2000 году The New York Times описала веб-сайт Аэрики как «один из самых творческих» виртуальных государств.
Члены Аэрики претендуют на суверенитет над обширной разрозненной территорией, включая квадратный километр земли в Австралии, территорию размером с дом в Монреале, несколько других областей на Земле, колонию на Марсе, северное полушарие Плутона и воображаемую планету под названием «Верден».
Флаг Аэрики похож на флаг Канады, только вместо красного кленового листа в белом квадрате находится жёлтое улыбающееся лицо. Национальный девиз Аэрики: «Мир нелеп, оставим его таким».
Члены Аэрики собираются на еженедельных собраниях в Монреале, Спрингвейле, Нью-Йорке и других городах, а в июле 2007 года был проведён конгресс, посвященный двадцатой годовщине.
Делегации из Аэрики присутствовали на научной конференции Polinations в Лондоне в 2012 году и на съезде виртуальных государств MicroCon в Атланте в 2017 году.
В Гимне Аэрике звучит лишь одна строка: дом там где Я вешаю полотенце 

## История
Аэрическая империя была основана 8 мая 1987 года уроженцем Канады Эриком Лисом и группой его друзей. В течение первых десяти лет Аэрика была почти полностью вымышленной, претендовавшей на суверенитет над обширной галактикой воображаемых планет и участвовавшей в войнах против других виртуальных государств (хотя никогда не приводивших к физическому контакту). После появления Интернета, благодаря которому основатели обнаружили другие виртуальные государства, Аэрика постепенно отказалась от большинства вымышленных элементов и стремилась стать существующей политической единицей. В 1997 году был создан собственный веб-сайт Аэрики.
В 2007 году Аэрика впервые выпустила «новые паспорта». Первый выпущенный паспорт был выставлен на художественной выставке виртуальных государств в Токийском дворце в 2007 году. Аэрика выпускает марки с 2015 года. Первая монета была выпущена в ноябре 2009 года, а вторая монета была отчеканена в честь 25-летия Аэрики в 2012 году. Банкноты были впервые выпущены в 2017 году.